# Black Jack (Tasmanier)
Black Jack (* unbekannt; † 25. Februar 1825) war ein indigener Ureinwohner Australiens, ein Tasmanier. Er leistete Widerstand gegen die Kolonisation Tasmaniens und wurde 1824 zum Tode verurteilt.
Black Jack wird nachgesagt, dass er ausführte, Gesetze der britischen Kolonialregierung seien sinnlos, wenn sie in Papierform und als Aushang veröffentlicht werden, weil sie von den Aborigines nicht verstanden und beachtet werden können: „How ist a blackfellow to read it? ey! He has not learnt to read books“. Seine Namenserweiterung Black erhielt er vom Gefängnispersonal, das ihn von den vielen Jacks unterscheiden wollte.
Black Jack wurde mit dem Aborigine Musquito im Dezember 1824 vor dem Supreme Court Tasmaniens in Hobart wegen Mordes angeklagt. Während Musquito fließend Englisch sprach, konnte Black Jack der Anklage wegen zu geringer Sprachkenntnisse kaum folgen. Einen Dolmetscher gab es nicht und indigene Zeugen wurden im Prozess nicht anerkannt, weil sie als Nicht-Christen kein Zeugnis ablegen konnten. Ferner wurde kein Verteidiger gestellt; sie mussten sich selbst verteidigen.
Musquito wurde im ersten Anklagepunkt, der Ermordung eines Tasmaniers, für schuldig gefunden. Black Jack wurde in diesem Punkt freigesprochen, allerdings anschließend wegen der Ermordung eines Weißen verurteilt. Die Urteile wurden am 25. Februar 1825 in Hobart durch Hängen vollstreckt.